# 小行星8986
小行星8986（8986 Kineyayasuyo）是一颗围绕太阳公转的小行星。1978年11月1日，富田弘一郎在科索尔发现了此天体。
这颗小行星的绝对星等为357.634288677986等。